# 帕爾迪納鄉 (圖爾恰縣)
45°18′N 28°58′E / 45.300°N 28.967°E
帕爾迪納鄉（羅馬尼亞語：Comuna Pardina, Tulcea），是羅馬尼亞的鄉份，位於該國東南部，由圖爾恰縣負責管轄，面積311平方公里，海拔高度2米，2002年人口624，人口密度每平方公里2人。